# Église San Andrés d'Ávila

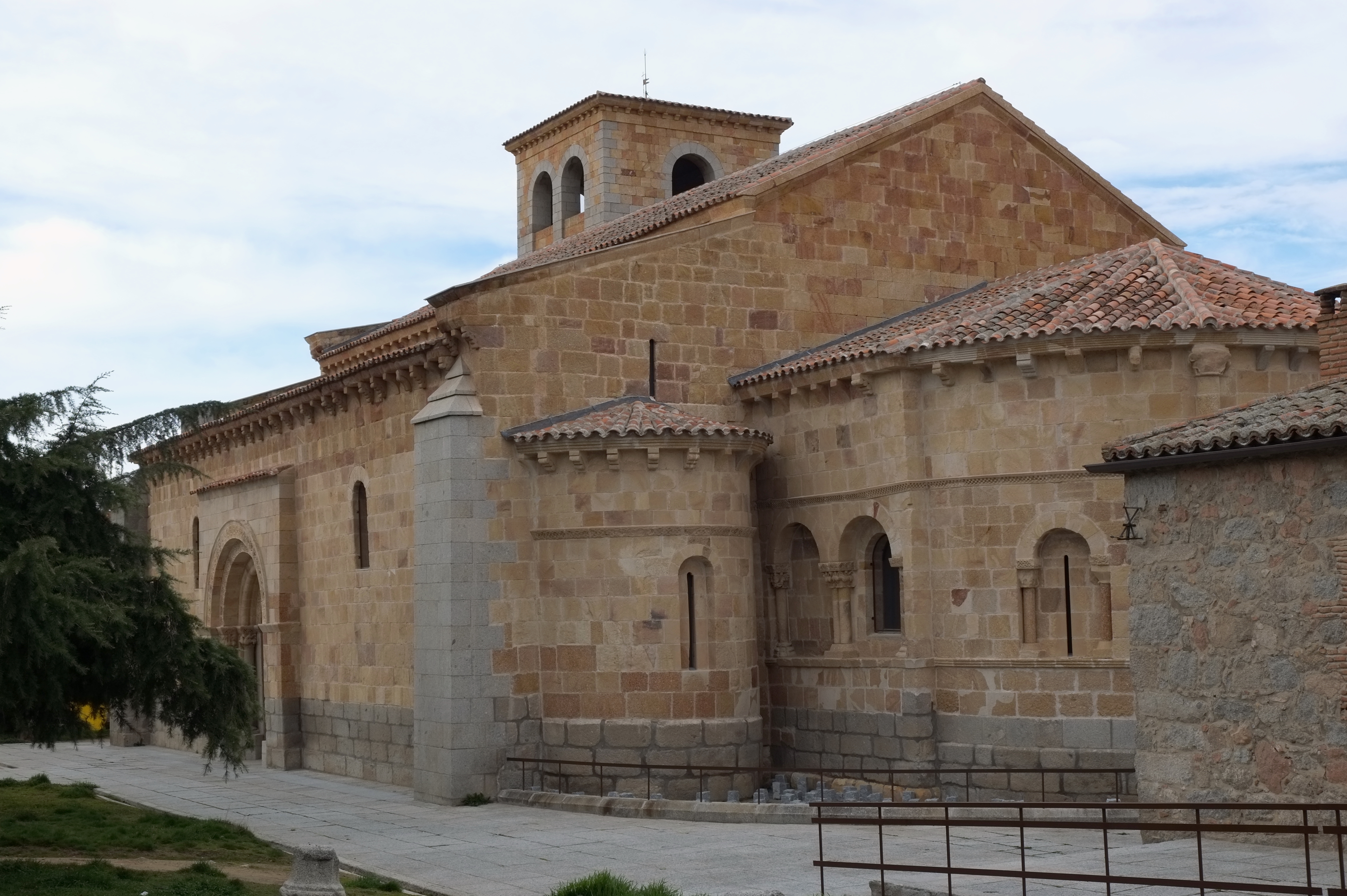
Église de San Andrés

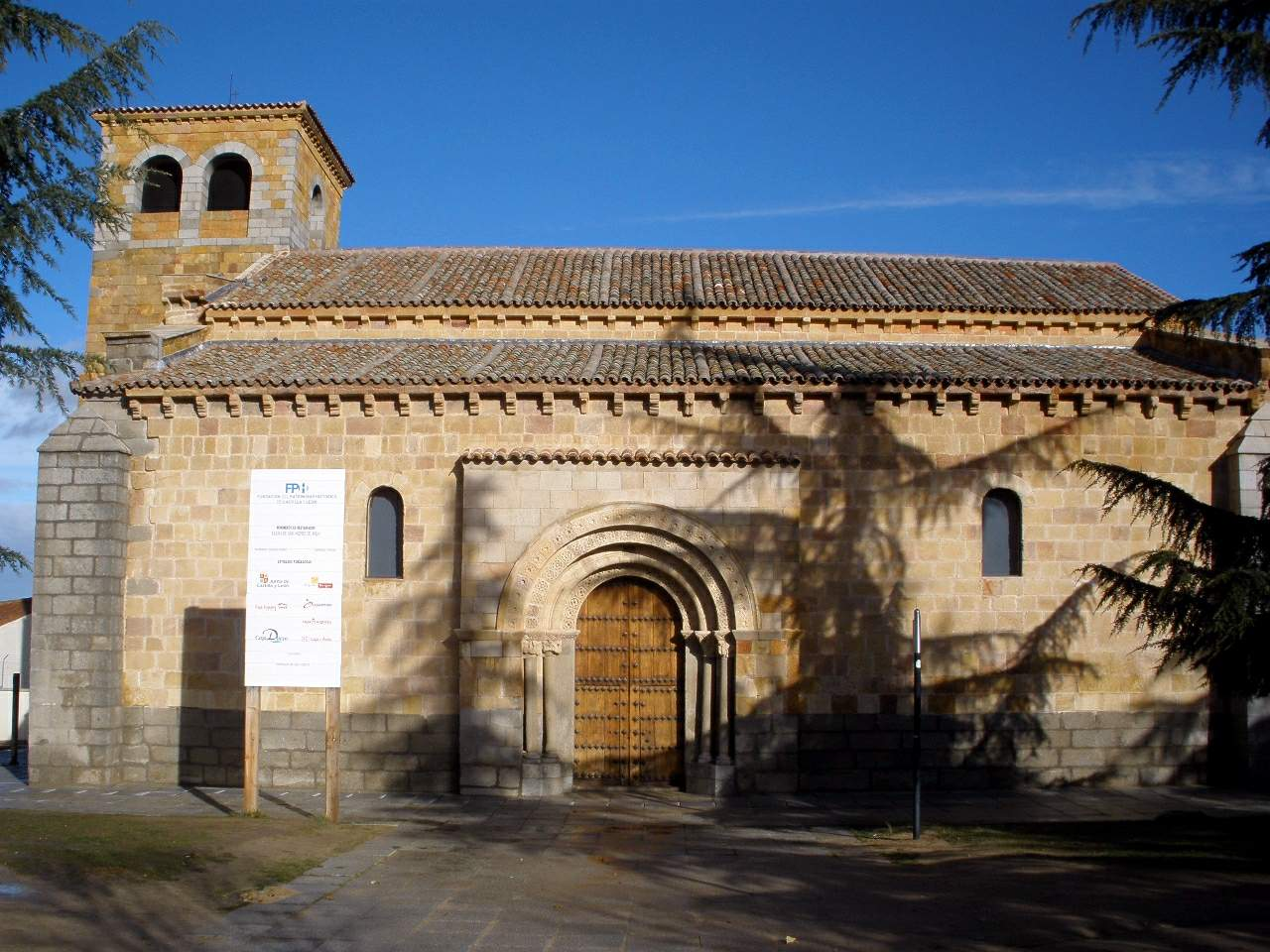
côté sud

L'église catholique romaine de San Andrés à Ávila, la capitale de la province du même nom dans la région autonome espagnole de Castille-et-León, est considérée comme la plus ancienne église romane de la ville. L'église a probablement été construite à la fin du XIe siècle, en même temps que la construction des remparts d'Ávila. San Andrés est situé au nord des remparts de la ville dans l'ancien quartier des maçons et tailleurs de pierre. En 1923, l'église consacrée à l'apôtre André a été déclarée monument culturel (Bien de Interés Cultural). En 1985, la vieille ville d'Ávila et ses églises à l'extérieur des murs de la ville ont été ajoutées à la liste du patrimoine mondial de l'UNESCO .

## Architecture

### Extérieur

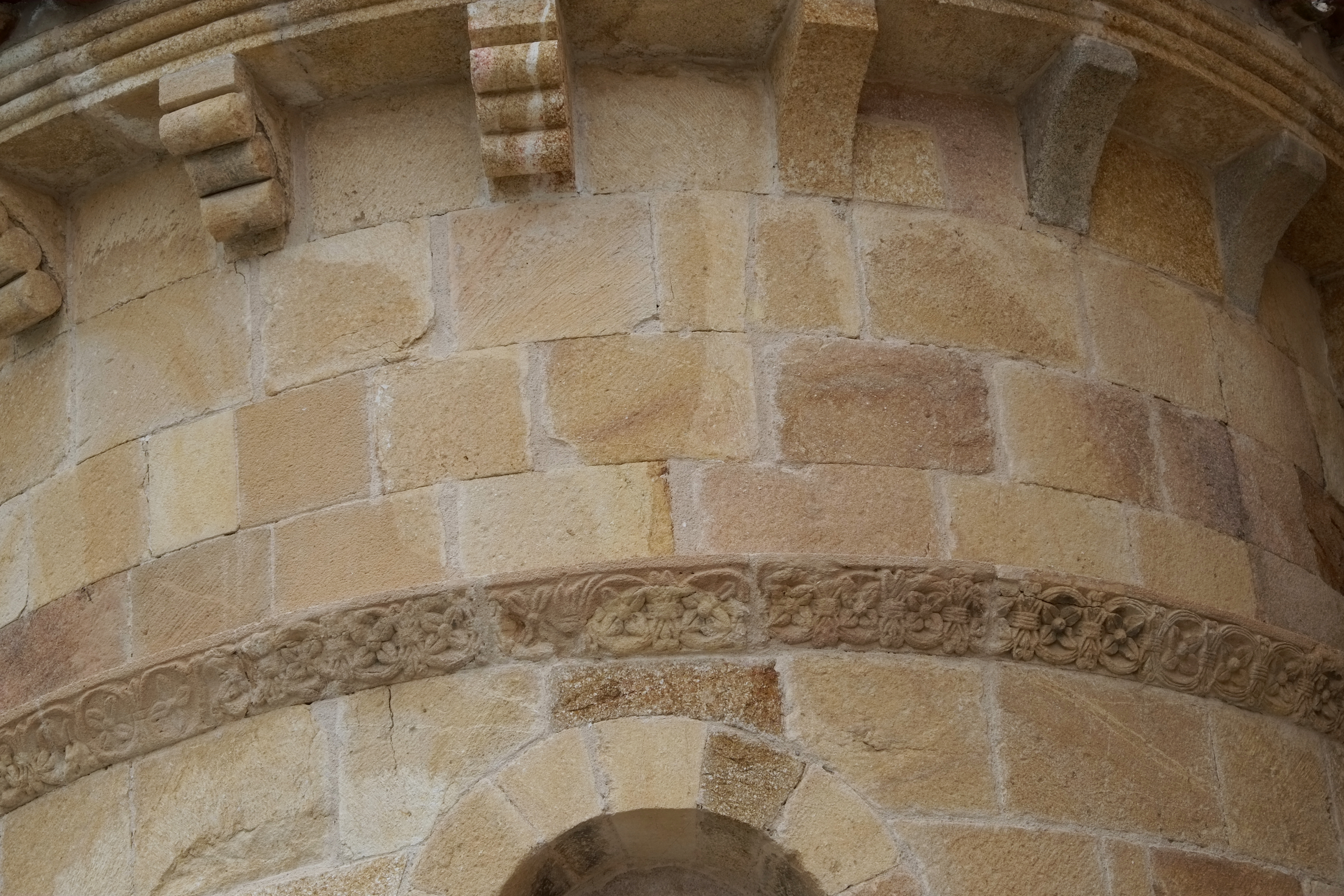
Abside latérale à encorbellements et frise

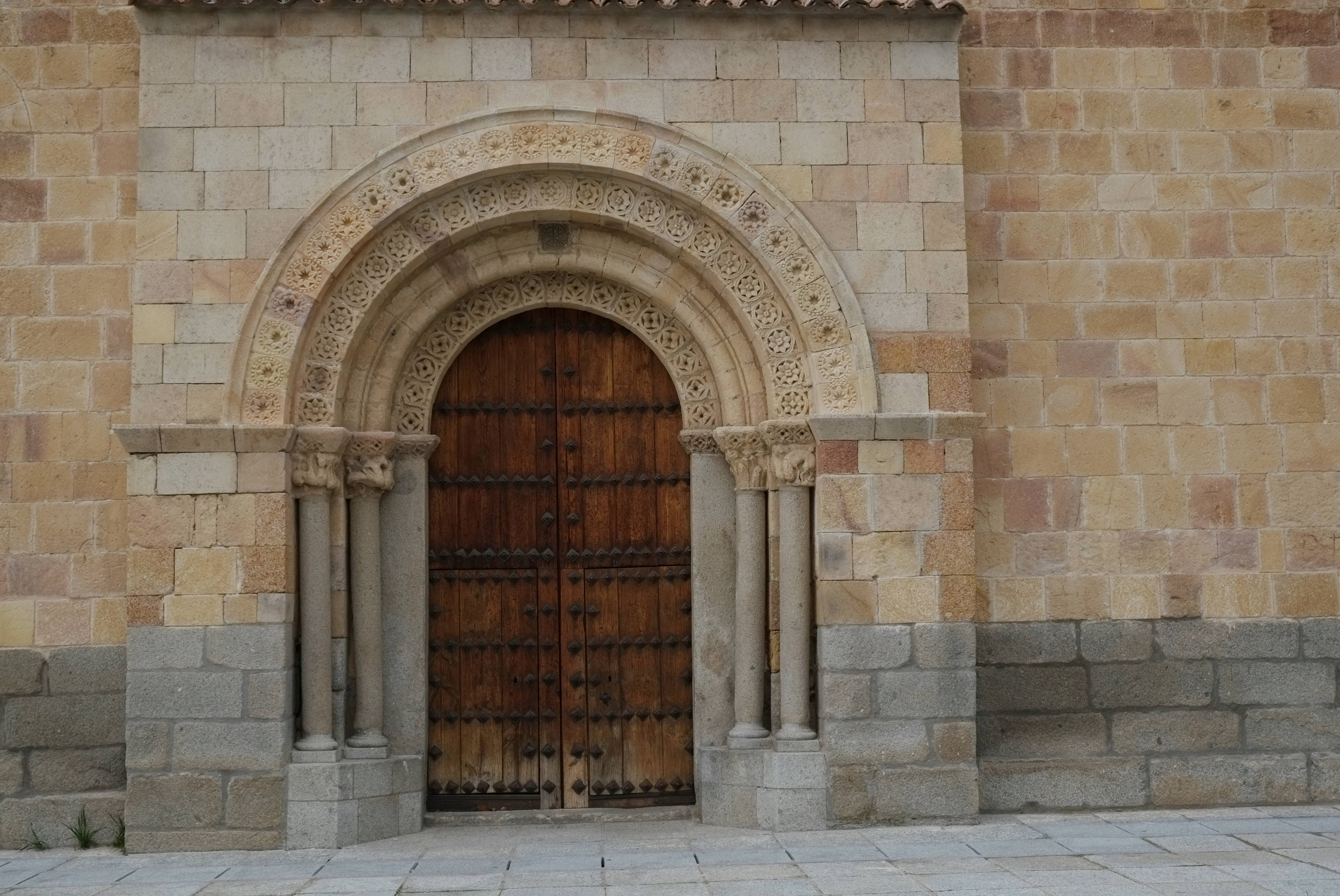
Portail sud

Deux colonnes de trois quarts divisent le mur extérieur de l'abside principale en trois parties, chacune percée d'une étroite fenêtre cintrée encadrée de deux colonnes élancées. Une frise court au-dessus des fenêtres, qui se poursuit sur le côté sud de l'abside comme une rosette. Une fenêtre est taillée dans l'axe de l'abside latérale sud. L'approche du toit est couverte de corbeaux, qui, comme les chapiteaux des colonnes, étaient à l'origine sculptés de têtes et d'animaux. La plupart d'entre eux ont été renouvelés.

### Portails

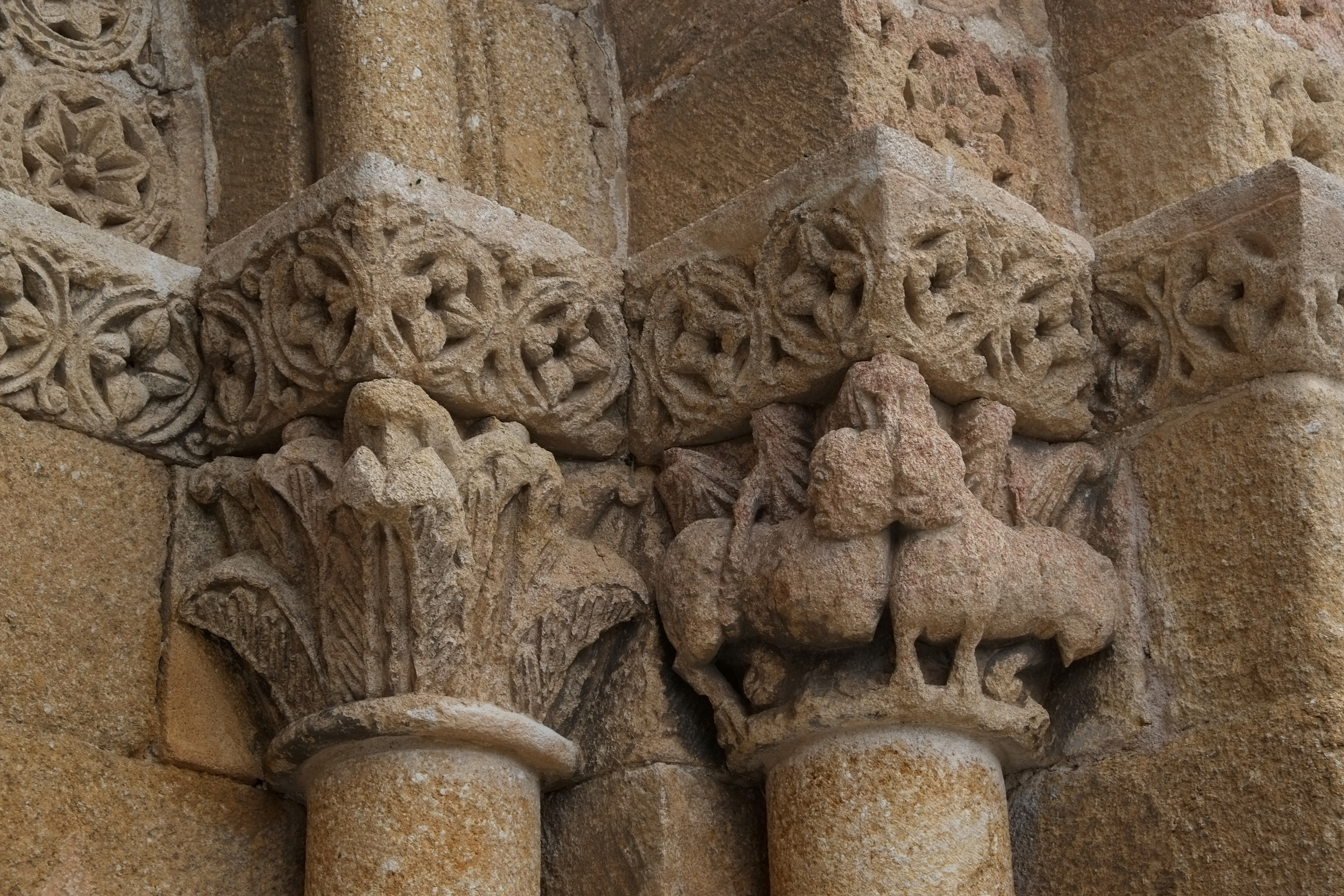
Chapiteaux du portail ouest

Les deux portails de l'église se trouvent sur les façades ouest et sud. Ils sont entourés d'archivoltes reposant sur des piliers et ornées de rosaces. Les chapiteaux des colonnes sont très endommagés. On peut reconnaître des griffons, des harpies et des feuilles stylisées. La clef de voûte de la seconde archivolte du portail sud porte le monogramme du Christ.

### Intérieur
La nef comporte trois bas-côtés et est divisée en quatre travées. Les deux bas-côtés débouchent directement sur de petites absides semi-circulaires. Les arcades de la nef centrale reposent sur des piliers à demi-colonnes sur les quatre côtés. De nombreux chapiteaux avec des représentations de personnes, d'animaux et de créatures mythiques ont été conservés.

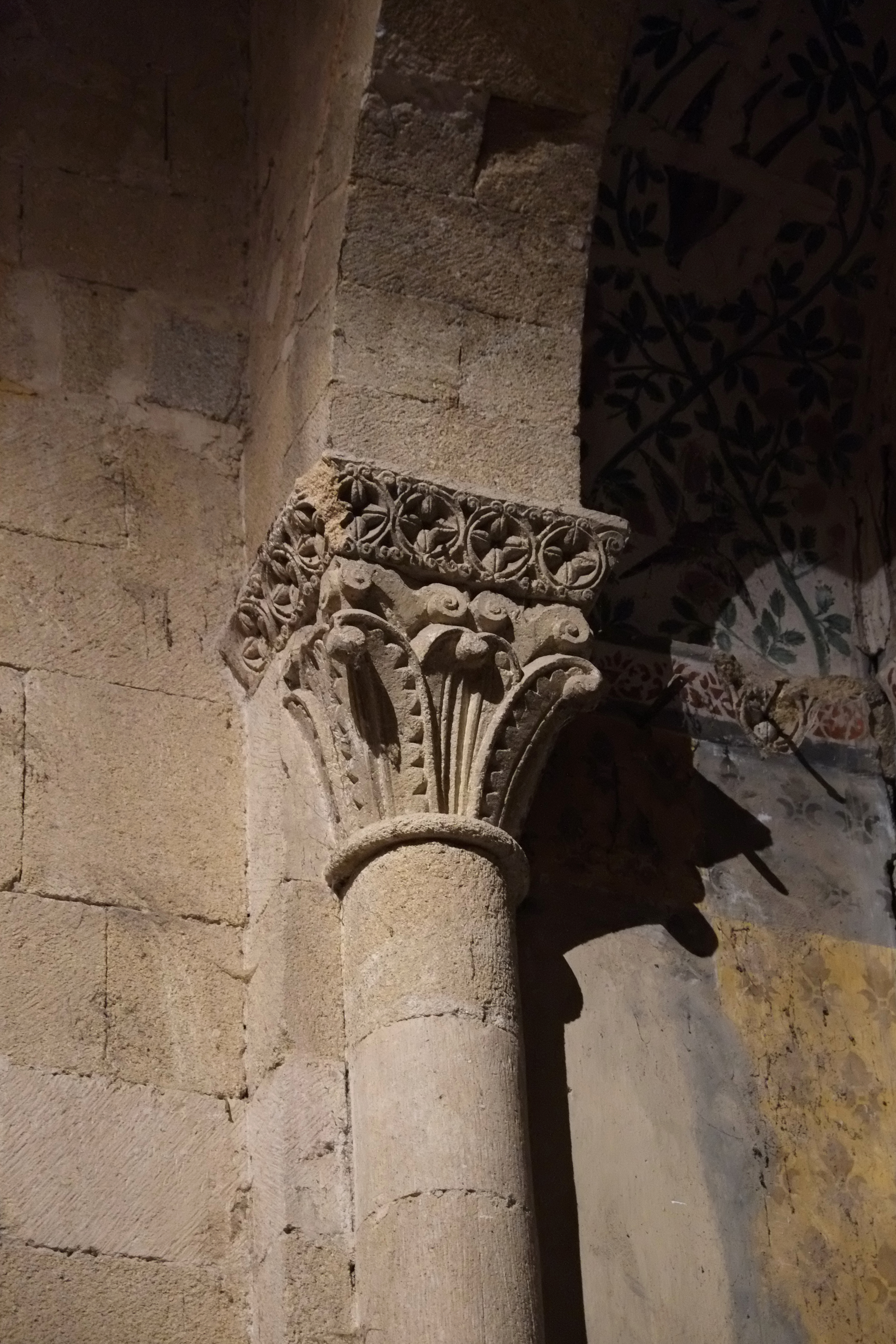
Chapiteau
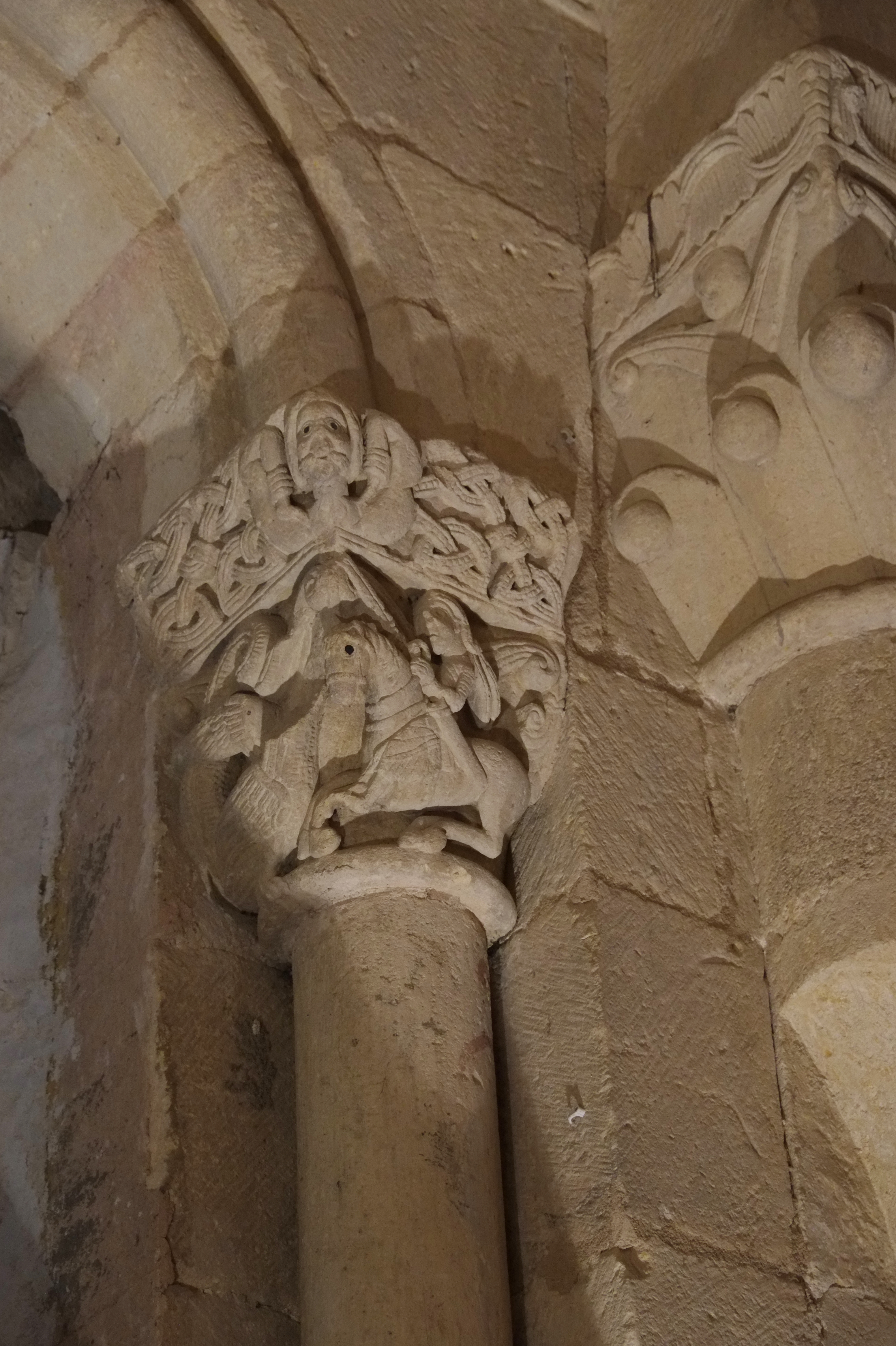
Chapiteau
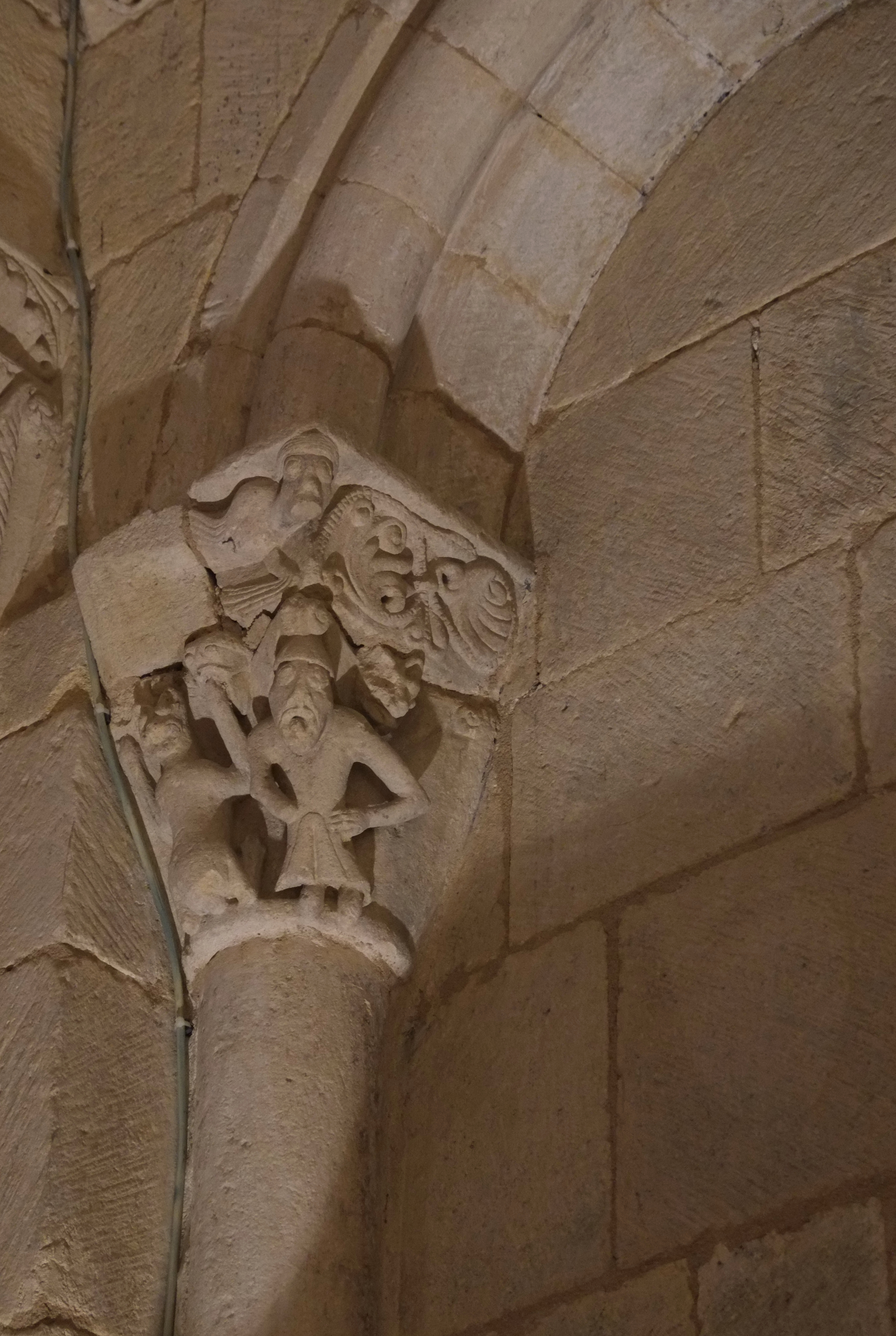
Chapiteau

## Littérature
- Jaime Cobreros : Las Rutas del Románico en España. Tome 1, Madrid 2004,  (ISBN 84-9776-010-7), p. 201-203.
- Luis María de Lojendio, Abundio Rodríguez : romans de Castille. Tome 2, Éditions Zodiaque, La Pierre-qui-Vire 1966, pp. 300-303. (sans ISBN)

## Liens web
- Ávila : San Andrés www.arquivoltas.com (espagnol, consulté le 23 février 2014)
- Iglesia de San Andrés, Ávila www.arteguias.com (espagnol, consulté le 23 février 2014)